# Die Stadt und ihre ungewisse Mauer
Die Stadt und ihre ungewisse Mauer (orig. 街とその不確かな壁 Machi to sono futashika na kabe) ist ein Roman von Haruki Murakami. Das japanische Original erschien 2023 im Verlag Shinchōsha, die deutsche Übersetzung von Ursula Gräfe im Januar 2024 im DuMont Buchverlag.

## Inhalt
Das Buch ist in drei Teile gegliedert.
Im ersten Teil wird die Liebesgeschichte zweier namenloser Teenager erzählt. Diese ist geprägt von außerordentlichem gegenseitigem Verständnis und Aufmerksamkeit. Der 16-jährigen Liebe des 17-jährigen Protagonisten wird die Handlung in der Du-Form erzählt. Sie enthüllt, dass sie eigentlich nur ein Schatten sei, ihre reale Person befinde sich in einer Stadt hinter einer Mauer. Nach einiger Zeit verschwindet sie aus dem Leben des Erzählers. Dieser Erzählstrang alterniert mit der Handlung in der Stadt hinter der ungewissen Mauer, wo der gealterte Protagonist – getrennt von seinem Schatten – als Traumleser in einer kleinen Bibliothek arbeitet. Dort wird er unterstützt von einem jungen Mädchen, von dem offen bleibt, ob sie Schatten oder reale Person des Mädchens ist, in das er sich als Teenager verliebt hat. Während er sich an die vergangene Jugendliebe erinnert, weiß das Mädchen nichts von einer gemeinsamen Vorgeschichte.
Im zweiten Teil kündigt der erwachsene Protagonist seine Arbeit in einem Buchverlag überraschend, um auf dem Land als Bibliotheksleiter zu arbeiten. Er lernt den vorherigen Leiter und Gründer der Bibliothek kennen und schließt Freundschaften. Ein Junge, der regelmäßig die Bibliothek besucht und als „Savant“ beschrieben wird, erregt seine Aufmerksamkeit, indem er ihm eine Karte der Stadt hinter der Mauer überbringen lässt, die er angefertigt hat. Der Junge äußert den Wunsch, in der Stadt als Traumleser zu arbeiten und bittet den Protagonisten um Hilfe, nachdem dieser offenbar bereits in die Stadt und wieder zurück gekommen sei.
Im dritten und kürzesten Teil trifft der Protagonist als Traumleser in der Stadt hinter der Mauer auf den Jungen, der den Übergang geschafft hat. Sie lesen für einige Zeit gemeinsam die Träume, bis der Protagonist erkennt, dass er die Stadt hinter der Mauer verlassen will und wieder in die reale Welt zurückkehrt.

## Entstehung und Verortung im Werk Murakamis
Murakami gibt in einem Nachwort an, den ersten Teil der Geschichte 1980 veröffentlicht zu haben, mit dem Ergebnis jedoch nicht glücklich gewesen zu sein. Das Motiv der „Stadt hinter der Mauer“, mit ihren Details wie der nicht vergehenden Zeit, den Einhörnern, der Bibliothek und dem Traumleser – arbeitete er im späteren Roman Hard-Boiled Wonderland und das Ende der Welt erstmals aus. Der Gedanke, dass es „noch ein Gegenstück in einer anderen Form geben könnte“, führte dazu, dass Murakami 2020 Die Stadt und ihre ungewisse Mauer schrieb.

## Kritik
In der Zeit bezeichnet Ronald Düker den Roman als „eine schaurig behagliche Weltflucht also in dieser sonst ja überhaupt nicht behaglichen Zeit“, lobt einen höchst unterhaltsamen Plot, kritisiert indessen Logikfehler, aus früheren Romanen bekannte Motive sowie „blühendsten Fantasy-Mumpitz“. Katharina Granzin in der taz bezeichnet das Buch als zutiefst melancholischen Roman und konstatiert, „...gleichzeitig wohnt auch diesem Buch jene verlässliche, seltsame Murakami-Magie inne, die bewirkt, dass seine tiefe Traurigkeit paradoxerweise gleichzeitig auch tröstlich schön ist.“

## Ausgaben
Die Stadt und ihre ungewisse Mauer. Übersetzt von Ursula Gräfe. DuMont Buchverlag, Köln 2024, ISBN 978-3-8321-6839-1. (Deutsche Erstausgabe)